# گایشلینگن
گایشلینگن (به آلمانی: Geichlingen) یک شهر در آلمان است که در بیتبورگ-پروم واقع شده‌است.